# ماروین انیبو
ماروین انیبو (انگلیسی: Marvin Anieboh؛ زادهٔ ۲۶ اوت ۱۹۹۷) بازیکن فوتبال اهل اسپانیا است.
از باشگاه‌هایی که در آن بازی کرده‌است می‌توان به باشگاه فوتبال ختافه اشاره کرد.
وی همچنین در تیم‌های ملی فوتبال Equatorial Guinea national under-20 football team و گینه استوایی بازی کرده‌است.